# Nicolae Vasile
Nicolae Vasile  (n. 16 iunie 1954, Ludești, jud. Dâmbovița) este un inginer, cercetător, inventator, profesor universitar, prozator, poet din România. Este membru al Academiei de Științe Tehnice din România.

## Studii
1978-Institutul Politehnic București,Facultatea de Electrotehnică; 1985-Doctorat în mașini electrice, la Institutul Politehnic București, conducător științific Prof.dr.ing. Alexandru Fransua; 2009-Doctor honoris causa al Universitații Valahia din Târgoviște.

## Stagii și specializări diverse
1985-Universitatea Southampton, Anglia, Prof. Carlos Alberto Brebbia, metoda elementului de frontieră în electrotehnică; 1987-Institutul de Tehnologie New Jersey, Newark, SUA, Prof. Raj Patrap Misra, fiabilitatea componentelor electrice; 1996-Institutul de Tehnologii Industriale și Automatizări Milano , Italia, Prof. Francesco Jovane, acționari cu motoare lineare; 1998-Fundația Hans Seidel, Germania, management.

## Istoricul carierei

### În cecetare
Și-a desfășurat activitatea la  Institutul de Cercetări și Proiectări Electrotehnice-ICPE București ,unde în perioada 1992-2005 a ocupat poziția de director general. În cercetarea aplicativă a dezvoltat servomotoarele sincrone cu magneți permanenți,denumite și servomotoare fără perii,de la modele experimentale și prototipuri la producția industrială de serie. În cercetarea fundamentală a dezvoltat primele aplicații ale metodei elementului de frontieră în domeniul electrotehnicii pentru calculul distribuției campului magnetic în servomotoarele cu magneți permanenți. A condus,ca director de proiect, 27 proiecte de cercetare și a lucrat ca expert în alte 19 proiecte.

### În industrie
A introdus în fabricație la ICPE București, Electrotehnica București, IFMA București diverse produse electrotehnice precum servomotoare, traductoare, micromotoare, actuatoare pentru roboți industriali, mașini unelte, aviație, urmarind în special avantajele utilizarii magneților permanenți.

### În învățământul superior
A predat cursuri la: 
- Universitatea Politehnica București: Mașini electrice speciale, Traductoare electrice, Circuite magnetice cu magneți permanenți;
- Universitatea Valahia din Târgoviște: Tehnologia mașinilor și aparatelor electrice, Strategia economică a inovării tehnologice, Managementul proiectelor. Este conducător științific de doctorate la Universitatea Politehnica București și la Universitatea Valahia din Târgoviște.

### În economie
În numele Camerei de Comerț și Industrie, Patronatului Român din Cercetare și Proiectare și a altor instituții a desfășuarat o susținută activitate de promovare a domeniilor: Transferul tehnologic al rezultatelor rezultatelor cercetării și brevetelor de invenție în economie; Surse regenerabile de energie; Produse și tehnologii pentru economisirea energiei; Încalzirea electrică a locuințelor; Promovarea relațiilor economice dintre România și China; A inițiat 28 de proiecte de construcție instituțională și a făcut parte din conducerea instituțiilor nou înființate pentru o perioadă de timp (ICPE-SA, ASRO, RENAR, SRAC, CTTIE, ENERO, Camera de comerț și industrie București, Centrul de afaceri România-China)

### În literatură
A publicat:
Punctul de sprijin, Roman; Varianta în limba engleză, Fulcrum; Echilibrul marinarului, Roman; Știință și prejudecăți, Eseu, Editura ELECTRA, București, 2010; Reinventarea omului, Eseu, Editura BIBLIOTHECA, Târgoviște, 2011; Universul ciclic, Poezie; Varianta în limba engleză, The cyclical universe; Românul ciclic, Proză scurtă.

## Publicații
A publicat peste 30 de carți și peste 200 de lucrări în reviste de specialitate și manifestări științifice dintre care: Mașini electrice speciale.Motorul sincron cu reluctanță variabilă,Litografia IPB,București,1979; Motoare sincrone cu magneți permanenți și reluctanță variabilă, Editura Tehnică, București, 1983; Topics in boundary element research. Applications in the analysis and design of electrical machines, Springer-Verlag, 1990 (Editor C. A. Brebbia); Motoare sincrone fără perii, Editura Tehnică, București, 1990; The ripple forces in the permanent magnet synchronous linear motors,ITIA,Milano,1996; Conversia electromecanică a energiei, Editura Tehnică,București,1999; Servomotoare electrice,Vol.I și II, Editura ELECTRA, București, 2003; Surse regenerabile de energie, CHIMINFORM DATA, București, 2004; The magnetic field and steady state of flux barrier reluctance synchronous motors,Rev.Roum. Sci.Techn.Bucarest,Nr.3,Vol.24,1979; Magnetic field and parameters computation in disk brushless servomotors using the 3-D boundary element method, Boundary Element Technology Conference, MIT Cambridge, USA, June, 1986; Calculation of the magnetic field and parameters of the synchronous motors with ceramic permanent magnets using the boundary element method,Engineering Analysis,No.3,1987,Southampton,U.K.; Energia-Probleme actuale, Editura Electra, București, 2007; Ingineria Electrică-Probleme actuale, Editura Electra, București, 2010; Ingineria Electrică-Probleme de piață, Editura Electra, București, 2011; Epistemologie-Perspectiva interdisciplinară, Editura BIBLIOTHECA, Târgoviște, 2011.(împreună cu Maria Niculescu)

## Brevete de invenție
A înregistrat 26 brevete dintre care 1 în Germania restul în România dintre care: Patent DD-259724-A5,1988. Synchronmachine mit Dauermagneten; Brevet nr. 99782. Motor cu magneți permanenți cilindrici ecranat; Brevet nr. 104836. Motor sincron cu magneți permanenți; Brevet nr. 109407. Motor fără perii cu intrefier axial și rotor disc; Brevet nr. 112324. Procedeu de realizare a mașinilor electrice; Brevet nr. 110104. Metoda pentru pornirea motoarelor sincrone cu magneți permanenți; Brevet nr. 103276. Ansamblu de bobine de reactanță toroidale; Brevet nr. 103275. Circuit magnetic cu miez din fier.

## Mențiuni în dicționare naționale și internaționale
-2001-2010 Who's who in the World; 2005-2010 Hubner Who's who-Enciclopedia Personalităților din România.

## Asociații
Asociația de Standardizare din România-ASRO, președinte fondator în perioada 1998-2000; Asociația de Acreditare din România-RENAR, vicepreședinte în perioada 1998-2006; Camera de Comerț și Industrie a României, prim-vicepreședinte în perioada 2002-2005,a condus Departamentul Camera București în perioada 2003-2005; Camera de comerț și industrie București,vicepreședinte în perioada 2005-2010; Fundația J.M. JURAN,Președinte în perioada 2003-2004. Patronatul Român din Cercetare și Proiectare, vicepreședinte în perioada 1995-2010; Comitetul Național Român pentru Comisia Electrotehnică Internațională, vicepreședinte în perioada 1994-2005 Comitetul Național Român pentru Comisia Mondială a Energiei, președintele Consiliului Științific din 2008; Salonul Internațional de Invenții-Geneva,membru în Juriul Internațional,2005-2006; Salonul Internațional de Invenții EUREKA-Bruxelles,membru în Juriul Internațional,2005-2006; Societatea Scriitorilor Târgovișteni, membru, din 2011, Asociația Generală a Inginerilor din România, Cercul Literar al Scriitorilor Ingineri - Literar-Ing 
;